# Piegłowo (gromada)
Piegłowo (od 31 XII 1959 Nosarzewo Borowe) – dawna gromada, czyli najmniejsza jednostka podziału terytorialnego Polskiej Rzeczypospolitej Ludowej w latach 1954–1972.
Gromady, z gromadzkimi radami narodowymi (GRN) jako organami władzy najniższego stopnia na wsi, funkcjonowały od reformy reorganizującej administrację wiejską przeprowadzonej jesienią 1954 do momentu ich zniesienia z dniem 1 stycznia 1973, tym samym wypierając organizację gminną w latach 1954–1972.
Gromadę Piegłowo z siedzibą GRN w Piegłowie (w obecnym brzmieniu Piegłowo-Wieś) utworzono – jako jedną z 8759 gromad na obszarze Polski – w powiecie mławskim w woj. warszawskim, na mocy uchwały nr VI/10/8/54 WRN w Warszawie z dnia 5 października 1954. W skład jednostki weszły obszary dotychczasowych gromad Kozły-Janowo, Nosarzewo Borowe, Nosarzewo Polne, Olszewo-Borzymy, Olszewo-Bołąki, Olszewo-Grzymki, Olszewo-Korzybie, Piegłowo Nowe, Piegłowo, Piegłowo-Kolonia i Tyszki ze zniesionej gminy Dębsk w tymże powiecie. Dla gromady ustalono 16 członków gromadzkiej rady narodowej.
31 grudnia 1959 1 stycznia 1960 do gromady Piegłowo przyłączono wieś Krzywonoś ze znoszonej gromady Dębsk w tymże powiecie; z gromady Piegłowo wyłączono natomiast wsie Bołąk, Borzyn i Grzymek, włączając je do gromady Konopki w tymże powiecie, po czym gromadę Piegłowo zniesiono przenosząc siedzibę GRN z Piegłowa do Nosarzewa Borowego i zmieniając nazwę jednostki na gromada Nosarzewo Borowe (podkreślone i wykreślone zmiany retroaktywnie określone uchwałami z 25 lutego 1960).